# John Sebastian
John Sebastian (Nova Iorque, 17 de março de 1944) é um compositor e gaitista norte-americano, mais conhecido como fundador da banda The Lovin' Spoonful.

## Biografia
Sebastian nasceu em Greenwich Village, Nova York. Seu pai, também chamado John Sebastian, foi um notável gaitista e sua mãe roteirista de programas de rádio. Ele cresceu cercado pela música e por músicos, entre eles Burl Ives e Woody Guthrie. Tocou baixo no álbum Another Side Of Bob Dylan, de 1964. Tocou gaita com o The Doors na canção Roadhouse Blues do álbum Morrison Hotel, de 1970 e outras canções nos álbuns ao vivo da banda, Alive, She Cried e Live In Detroit.
Apresentou-se no lendário Festival de Woodstock, em 1969.
Depois de formar o Lovin' Spoonful, parte da resposta americana à Invasão Britânica, Sebastian emplacou um sucesso nos anos 70 com a canção tema do programa de TV "Welcome Back, Kotter". Atualmente ele tem tocado com a John Sebastian and the J-Band.

## Discografia
- 1970 John B. Sebastian
- 1970 John Sebastian Live
- 1971 Cheapo-Cheapo Productions Presents Real Live John Sebastian
- 1971 The Four of Us
- 1974 Tarzana Kid
- 1976 Welcome Back
- 1982 Blues Harmonica
- 1993 Tar Beach
- 1995 John Sebastian
- 1996 I Want My Roots
- 1996 King Biscuit Flower Hour (ao vivo)
- 1996 John Sebastian Teaches Beginning Blues Harmonica
- 1999 Chasin' Gus' Ghost
- 2001 One Guy, One Guitar (ao vivo)